# Sorin Toacsen
Sorin Gabriel Toacsen, né le 27 février 1969 à Drobeta-Turnu Severin, est un ancien joueur de handball roumain, évoluant au poste de gardien de but. Il a notamment évolué pendant dix saisons en Championnat de France qu'il a remporté à 4 reprises avec le Montpellier Handball.

## Palmarès

### Club
- Vainqueur du Championnat de Roumanie (2) : 1992, 1993
- Vainqueur de la Coupe de Roumanie (1) : 1991
- Vainqueur du Championnat de France (4) : 1998, 1999, 2000, 2004
- Vainqueur de la Coupe de France (2) : 1999, 2000
- Vainqueur de la Coupe de la Ligue française (1) : 2004

### Sélection
Jeux olympiques
- 8e place aux Jeux olympiques de 1992 à Barcelone,  Espagne

Championnat du monde
- 10e place au Championnat du monde 1993 en  Suède
- 10e place au Championnat du monde 1995 en  Islande

Championnat d'Europe
- 9e place au Championnat d'Europe 1996 en  Espagne